# الور گاجا (شهر)
الور گاجا (شهر) (به لاتین: Alor Gajah (city)) یک منطقهٔ مسکونی در مالزی است که در ایالت ملاکا واقع شده‌است.

## خصوصیات
الور گاجا ۲۱٬۲۶۷ نفر جمعیت دارد.